# Morvillars
Morvillars település Franciaországban, Territoire de Belfort megyében. Lakosainak száma 1098 fő (2022. január 1.). Morvillars Bourogne, Froidefontaine, Grandvillars és Méziré községekkel határos.

## Népesség
A település népességének változása:
| Lakosok száma | 1168 | 1164 | 1145 | 1078 | 1078 | 1076 | 1068 | 1083 | 1098 |
|               | 2013 | 2015 | 2016 | 2017 | 2018 | 2019 | 2020 | 2021 | 2022 |